# Daniel Cleary
Daniel Cleary (ur. 18 grudnia 1978 w Carbonear, Nowa Fundlandia i Labrador) – kanadyjski hokeista grającym na pozycji napastnika. Obecnie jest związany z klubem NHL Detroit Red Wings. 

## Kariera
Cleary został wybrany w pierwszej rundzie draftu w 1997 roku z numerem 13 przez Chicago Blackhawks. Jedną z częstych pomyłek, jaką popełniają spikerzy podczas meczów NHL jest mówienie, że Cleary pochodzi z Carbonear. Mimo iż tam właśnie się urodził był wychowywany w pobliskim Riverhead, które jest teraz częścią miasta Harbour Grace.
Cleary znakomicie spisywał się jako junior w Belleville Bulls w lidze OHL, chociaż jego forma trochę spadła w roku, w którym został wydraftowany. Mimo to, zespół z Chicago wybrał go w połowie pierwszej rundy. Rok po zakończeniu kariery juniorskiej został jednak oddany do Edmonton Oilers w wymianie, po której w Chicago znalazł się Boris Mironow.
Cleary spędził w Edmonton części czterech sezonów, lecz Oilers wykupili jego jednomilionowy kontrakt latem 2003 roku. Krótko po tym został podpisany, lecz na dużo niższą kwotę, przez Phoenix Coyotes. Podczas lokautu w sezonie 2004/05 grał w Szwecji w zespole Mora IK. Po lokaucie Phoenix nie zaproponowali Cleary'emu kolejnego kontraktu i zawodnik został zaproszony przez Detroit Red Wings na obóz treningowy i udało mu dostać się do wąskiego składu Skrzydeł.
Podczas playoffów w sezonie 2006/07 w ćwierćfinałowym meczu przeciwko Calgary Flames Cleary wykorzystał rzut karny, podczas gdy Wings grali w osłabieniu. Był to pierwszy tego rodzaju skuteczny rzut karny w historii klubu. Cleary zagrał też bardzo dobrze w jednym z meczów Finału Konferencji przeciwko Anaheim Ducks. W spotkaniu numer 4 zdobył dwie bramki i dodał do tego asystę.

## Statystyki
| 1994-95    | Belleville Bulls   | OHL        | 62  | 26 | 55  | 81  | 62  | 16 | 7  | 10 | 17 | 23 |
| 1995-96    | Belleville Bulls   | OHL        | 64  | 53 | 62  | 115 | 74  | 14 | 10 | 17 | 27 | 40 |
| 1996-97    | Belleville Bulls   | OHL        | 64  | 32 | 48  | 80  | 88  | 6  | 3  | 4  | 7  | 6  |
| 1997-98    | Belleville Bulls   | OHL        | 30  | 16 | 31  | 47  | 14  | 10 | 6  | 17 | 23 | 10 |
| 1997-98    | Indianapolis Ice   | IHL        | 4   | 2  | 1   | 2   | 6   | -  | -  | -  | -  | -  |
| 1997-98    | Chicago Blackhawks | NHL        | 6   | 0  | 0   | 0   | 0   | -  | -  | -  | -  | -  |
| 1998-99    | Portland Pirates   | AHL        | 30  | 9  | 17  | 26  | 74  | -  | -  | -  | -  | -  |
| 1998-99    | Hamilton Bulldogs  | AHL        | 9   | 0  | 1   | 1   | 7   | 3  | 0  | 0  | 0  | 0  |
| 1998-99    | Chicago Blackhawks | NHL        | 35  | 4  | 5   | 9   | 24  | -  | -  | -  | -  | -  |
| 1999-00    | Hamilton Bulldogs  | AHL        | 58  | 22 | 52  | 74  | 108 | 5  | 2  | 3  | 5  | 18 |
| 1999-00    | Edmonton Oilers    | NHL        | 17  | 3  | 2   | 5   | 8   | 4  | 0  | 1  | 1  | 2  |
| 2000-01    | Edmonton Oilers    | NHL        | 81  | 14 | 21  | 35  | 37  | 6  | 1  | 1  | 2  | 8  |
| 2001-02    | Edmonton Oilers    | NHL        | 65  | 10 | 19  | 29  | 51  | -  | -  | -  | -  | -  |
| 2002-03    | Edmonton Oilers    | NHL        | 57  | 4  | 13  | 17  | 31  | -  | -  | -  | -  | -  |
| 2003-04    | Phoenix Coyotes    | NHL        | 68  | 6  | 11  | 17  | 42  | -  | -  | -  | -  | -  |
| 2004-05    | Mora IK            | SEL        | 47  | 11 | 26  | 37  | 138 | -  | -  | -  | -  | -  |
| 2005-06    | Detroit Red Wings  | NHL        | 77  | 3  | 12  | 15  | 40  | 6  | 0  | 1  | 1  | 6  |
| 2006-07    | Detroit Red Wings  | NHL        | 71  | 20 | 20  | 40  | 24  | 18 | 4  | 8  | 12 | 30 |
| NHL Ogółem | NHL Ogółem         | NHL Ogółem | 477 | 64 | 103 | 167 | 257 | 34 | 5  | 11 | 16 | 46 |

Statystyki na koniec sezonu 2006/07